# Ippolito Gonzaga

Stemma dei Gonzaga

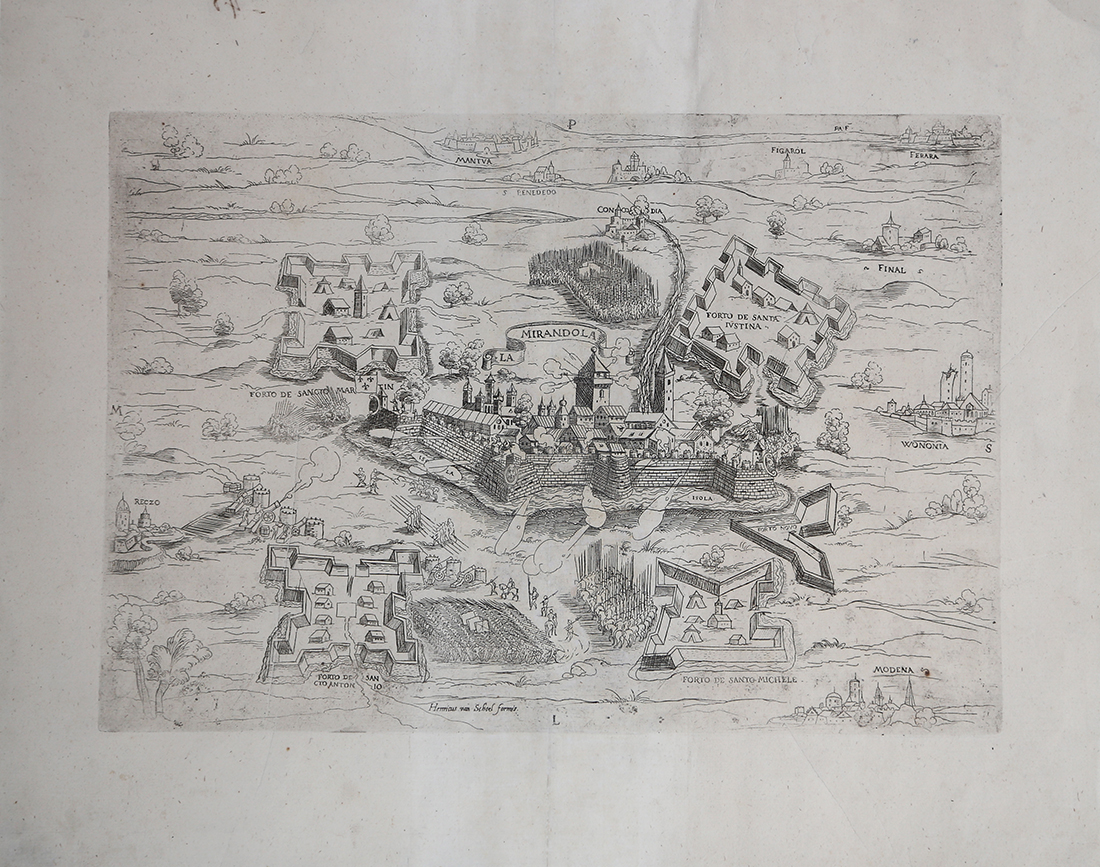
Claude Duchet, Assedio della Mirandola, 1586.

Ippolito Gonzaga (... – 1560) è stato un condottiero italiano.

## Biografia
Era figlio di Febo Gonzaga e di Margherita d'Este, figlia naturale di Alberto d'Este, figlio illegittimo di Niccolò III, legata alla marchesa di Mantova Isabella da vincoli di parentela e profonda amicizia.
Militò sotto le insegne del Regno di Francia a partire dal 1525 quando, a guardia di Sant'Angelo Lodigiano, venne catturato dai soldati di Fernando Francesco d'Avalos assieme a Pirro Gonzaga da Bozzolo. Portato a Lodi, fu liberato dopo poco tempo. Tra il 1527 e il 1530 operò nel bolognese e in Umbria. Per i suoi servigi, nel 1531 il re di Francia Francesco I gli concesse una pensione.
Nel 1536 si portò a difesa di Mirandola, minacciata dagli imperiali. Galeotto II Pico, signore di Mirandola e conte di Concordia, si pose sotto protezione di Francesco I di Francia partendo per la Francia, nominando Ippolito Gonzaga al governo dello suo Stato.
Nel 1551 fu al fianco del condottiero Piero Strozzi durante l'assedio della Mirandola, guerra nata dalla successione nel ducato di Parma e Piacenza a Pier Luigi Farnese, figlio riconosciuto di papa Paolo III. La vittoria arrise ai francesi.
Morì nel 1560.

## Discendenza
Ippolito ebbe tre figli:
- Fabrizio;
- Alfonso;
- Gianfrancesco, sposò Rosa Spina Martinengo.

## Ascendenza
|                                                     |                                                          |                                                | Genitori                                    |  |  | Nonni |  |  | Bisnonni                                  |  |  | Trisnonni                                  |  |
|                                                     |                                                          |                                                |                                             |  |  |       |  |  | Ludovico III Gonzaga, marchese di Mantova |  |  | Gianfrancesco Gonzaga, marchese di Mantova |  |
|                                                     |                                                          |                                                |                                             |  |  |       |  |  | Ludovico III Gonzaga, marchese di Mantova |  |  | Gianfrancesco Gonzaga, marchese di Mantova |  |
|                                                     |                                                          | Paola Malatesta                                |                                             |  |  |       |  |  | Ludovico III Gonzaga, marchese di Mantova |  |  |                                            |  |
| Gianfrancesco Gonzaga, conte di Sabbioneta e Rodigo |                                                          |                                                |                                             |  |  |       |  |  | Ludovico III Gonzaga, marchese di Mantova |  |  |                                            |  |
|                                                     |                                                          | Barbara di Brandeburgo-Kulmbach                | Giovanni, margravio di Brandeburgo-Kulmbach |  |  |       |  |  |                                           |  |  |                                            |  |
|                                                     |                                                          | Barbara di Brandeburgo-Kulmbach                | Giovanni, margravio di Brandeburgo-Kulmbach |  |  |       |  |  |                                           |  |  |                                            |  |
|                                                     |                                                          | Barbara di Brandeburgo-Kulmbach                | Barbara di Sassonia-Wittenberg              |  |  |       |  |  |                                           |  |  |                                            |  |
| Febo Gonzaga di Sabbioneta                          |                                                          | Barbara di Brandeburgo-Kulmbach                |                                             |  |  |       |  |  |                                           |  |  |                                            |  |
|                                                     |                                                          | …                                              | …                                           |  |  |       |  |  |                                           |  |  |                                            |  |
|                                                     |                                                          | …                                              | …                                           |  |  |       |  |  |                                           |  |  |                                            |  |
|                                                     |                                                          | …                                              | …                                           |  |  |       |  |  |                                           |  |  |                                            |  |
| …                                                   |                                                          | …                                              |                                             |  |  |       |  |  |                                           |  |  |                                            |  |
|                                                     |                                                          | …                                              | …                                           |  |  |       |  |  |                                           |  |  |                                            |  |
|                                                     |                                                          | …                                              | …                                           |  |  |       |  |  |                                           |  |  |                                            |  |
|                                                     |                                                          | …                                              | …                                           |  |  |       |  |  |                                           |  |  |                                            |  |
| Ippolito Gonzaga di Sabbioneta                      |                                                          | …                                              |                                             |  |  |       |  |  |                                           |  |  |                                            |  |
|                                                     | Niccolò III d'Este, marchese di Ferrara, Modena e Reggio | Alberto V d'Este, marchese di Ferrara e Modena |                                             |  |  |       |  |  |                                           |  |  |                                            |  |
|                                                     | Niccolò III d'Este, marchese di Ferrara, Modena e Reggio | Alberto V d'Este, marchese di Ferrara e Modena |                                             |  |  |       |  |  |                                           |  |  |                                            |  |
|                                                     | Niccolò III d'Este, marchese di Ferrara, Modena e Reggio | Isotta Albaresani                              |                                             |  |  |       |  |  |                                           |  |  |                                            |  |
| Alberto d'Este                                      | Niccolò III d'Este, marchese di Ferrara, Modena e Reggio |                                                |                                             |  |  |       |  |  |                                           |  |  |                                            |  |
|                                                     |                                                          | Filippa della Tavola                           | …                                           |  |  |       |  |  |                                           |  |  |                                            |  |
|                                                     |                                                          | Filippa della Tavola                           | …                                           |  |  |       |  |  |                                           |  |  |                                            |  |
|                                                     |                                                          | Filippa della Tavola                           | …                                           |  |  |       |  |  |                                           |  |  |                                            |  |
| Margherita d'Este                                   |                                                          | Filippa della Tavola                           |                                             |  |  |       |  |  |                                           |  |  |                                            |  |
|                                                     |                                                          | …                                              | …                                           |  |  |       |  |  |                                           |  |  |                                            |  |
|                                                     |                                                          | …                                              | …                                           |  |  |       |  |  |                                           |  |  |                                            |  |
|                                                     |                                                          | …                                              | …                                           |  |  |       |  |  |                                           |  |  |                                            |  |
| Bianca Mezzaprili                                   |                                                          | …                                              |                                             |  |  |       |  |  |                                           |  |  |                                            |  |
|                                                     |                                                          | …                                              | …                                           |  |  |       |  |  |                                           |  |  |                                            |  |
|                                                     |                                                          | …                                              | …                                           |  |  |       |  |  |                                           |  |  |                                            |  |
|                                                     |                                                          | …                                              | …                                           |  |  |       |  |  |                                           |  |  |                                            |  |
|                                                     |                                                          | …                                              |                                             |  |  |       |  |  |                                           |  |  |                                            |  |